# Joseph Scholmer
Joseph Scholmer, eigentlich Joseph Schölmerich (* 19. August 1913 in Obercasbach, Landkreis Neuwied; † 1. April 1995 in Bonn) war ein deutscher Humanmediziner, Sozialist und  Sachbuchautor. Er war ein Opfer des Nationalsozialismus und des Stalinismus. 

## Leben
Joseph Schölmerichs Bruder war der deutsche Internist und Hochschullehrer Paul Schölmerich. Schölmerich war Mitglied des Kommunistischen Jugendverbandes Deutschlands (KJVD). Er studierte Medizin an der Universität Bonn, wo er im Jahr 1933 der Sozialistischen Arbeitsgemeinschaft (SAG) angehörte, einer KPD-nahen Oppositionsgruppe gegen den Nationalsozialismus, die nach der Machtübernahme Hitlers verboten wurde. Da die Mitgliederliste im Rektorat hinterlegt war und Schölmerich mit seiner Verhaftung rechnete, emigrierte er 1933 für ein Jahr in die Schweiz und setzte an der Universität Basel sein Studium fort. Nach dem Studium war er ab 1940 am Institut für Röntgenologie und Radiologie der Universität Leipzig tätig. Im August 1944  verhaftete ihn die Gestapo wegen der Zugehörigkeit zur antifaschistischen Untergrundorganisation Nationalkomitee Freies Deutschland. Es folgte die Verurteilung durch den Volksgerichtshof und die Haft im Gefängnis Plötzensee.
Nach dem Ende des Zweiten Weltkriegs lebte Schölmerich in der sowjetischen Besatzungszone (SBZ) und trat der Kommunistischen Partei Deutschlands (KPD) bei. Nach der Zwangsvereinigung von SPD und KPD zur SED wurde er Mitglied der Sozialistischen Einheitspartei Deutschlands (SED). Er wirkte als Direktor des Krankenhauses in Döbeln und ab Oktober 1945 als Ministerialdirektor in der im sowjetischen Sektor Berlins gebildeten Deutschen Zentralverwaltung für das Gesundheitswesen. Aus Protest gegen die Stalinisierung der SBZ und die Verhaftung des Vorgesetzten Paul Konitzer trat er im Jahr 1948 aus der SED aus.
Im April 1949 wurde Schölmerich wegen seiner Opposition gegen den Stalinismus vom sowjetischen Ministerium für Staatssicherheit (MGB) in Ost-Berlin verhaftet und in dessen zentraler Untersuchungshaftanstalt, dem „U-Boot“, inhaftiert. Ausweglosigkeit und permanenter Schlafentzug brachten ihn so weit, dass er zugab, amerikanischer, englischer und ehemaliger Gestapo-Agent zu sein. Ein Fernurteil einer sicherheitsdienstlichen „Sonderkonferenz“ (OSO) des MGB in Moskau verurteilte ihn gemäß Artikel 58 des Strafgesetzbuches der RSFSR wegen „Spionage“ und „Sabotage“ zu 25 Jahren Zwangsarbeit. Es folgte im Juli 1950 die Deportation in das Arbeitslager Workuta zum Steinkohleabbau unter Tage.
Mitte Dezember 1953 verließ Schölmerich mit einem Gefangenentransportzug Workuta. Der Transport kam am 21. Januar 1954 im Entlassungslager Fürstenwalde in der DDR an. Aus der Gefangenschaft entlassen,  flüchtete Schölmerich umgehend nach West-Berlin, wo er sich als Heimkehrer anmeldete. Im April 1954 heiratete er in Berlin Ursula Rumin, die ebenfalls aus dem Arbeitslager Workuta entlassen worden war.
Im Jahr 1954 veröffentlichte Schölmerich, der sich nun Joseph Scholmer nannte, unter dem Titel Die Toten kehren zurück. Bericht eines Arztes aus Workuta beim Verlag Kiepenheuer & Witsch den ersten Zeitzeugenbericht eines deutschen Nachkriegshäftlings über das sowjetische Arbeitslagersystem Gulag. Im Jahr 1963 erschien das Buch erneut unter dem Titel Arzt in Workuta. Bericht aus einem sowjetischen Straflager. Beide Bücher erreichten mehrere Auflagen und wurden in verschiedene Sprachen übersetzt.
Scholmer zog 1955 in seinen Geburtsort Kasbach am Rhein, arbeitete fortan als freier Autor sowie Publizist und engagierte sich beim Kongress für kulturelle Freiheit (CCF).
Nach der Scheidung von Ursula Rumin im Jahr 1959 heiratete Scholmer 1963 zum dritten Mal und gründete eine Familie. In Kasbach und Linz am Rhein lebten mehrere DDR-Flüchtlinge, die zum Bekanntenkreis von Jo Scholmer gehörten, wie Wanda Bronska-Pampuch, Peter Jokostra, Wolfgang Leonhard, Herbert Kasten, Carola Stern, Hermann Weber sowie Ingrid und Gerhard Zwerenz. Auf Scholmers Anregung begann damals die junge Ute Erb den Roman Die Kette an deinem Hals zu schreiben, der, während sie im Kibbuz Gal’ed arbeitete, im Jahr 1960 in der Bundesrepublik erschien.
Scholmer trat in die Sozialdemokratische Partei Deutschlands (SPD) ein und publizierte als Joseph Scholmer und Jo Scholmer für den Vorwärts, das Deutsche Ärzteblatt sowie in der Zeitschrift Der dritte Weg, die von 1959 bis 1964 erschien. Die Zeitschrift trat für ein demokratisch-sozialistisches Deutschland ein und setzte sich kritisch mit der Adenauer’schen Restaurationspolitik in der Bundesrepublik und der unter Walter Ulbricht im Dogma des Marxismus-Leninismus erstarrten DDR auseinander. Im Jahr 1970 schrieb er einige Texte für den Deutschlandfunk in Köln. In den Jahren von 1971 bis 1984 verfasste er drei kritische Bücher über die zunehmende Kommerzialisierung des Gesundheitswesens in der Bundesrepublik Deutschland und nahm als Delegierter des SPD-Bezirks Rheinland-Hessen-Nassau am Bundesparteitag der SPD 1973 in Hannover teil.
Ein langjähriger guter Bekannter Scholmers war der Historiker Hermann Weber, der ihn nach dem Schlaganfall mehrmals besuchte, die Grabrede am 6. April 1995 hielt und in dem Buch Leben nach dem „Prinzip links“ erwähnte.
Der Internist und Hochschullehrer Jürgen Schölmerich und der Psychologe und Hochschullehrer Axel Schölmerich sind seine Neffen.

## Schriften
- Die Toten kehren zurück. Bericht eines Arztes aus Workuta. Kiepenheuer & Witsch, Köln 1954.
- Arzt in Workuta. Bericht aus einem sowjetischen Straflager. Deutscher Taschenbuch Verlag, München 1963.
- mit Winfried Ridder: Die DKP. Programm und Politik. Herausgegeben von der Friedrich-Ebert-Stiftung. Verlag Neue Gesellschaft, Bonn-Bad Godesberg 1970.
- Die Krankheit der Medizin. Luchterhand, Neuwied 1971.
- Patient und Profitmedizin. Das Gesundheitswesen in der Bundesrepublik zwischen Krise und Reform. Westdeutscher Verlag, Opladen 1973, ISBN 3-531-11237-6.
- Das Geschäft mit der Krankheit. Eine Bilanz unseres Gesundheitssystems seit 1970. Kiepenheuer und Witsch, Köln 1984, ISBN 3-462-01651-2.
- Einer der „leichteren“ Fälle. Der Arzt Joseph Scholmer berichtet aus seiner Arbeit im Widerstand. In: Demokratisches Gesundheitswesen. Band 3, 1986, S. 14 f.

Texte für den Deutschlandfunk
- Nach der Befreiung. Deutsche Genossen und sowjetische Besatzungsmacht. Deutschlandfunk, Köln 1970.
- Das zweite „Ich“ von Karl Marx. Vor 75 Jahren starb Friedrich Engels. Deutschlandfunk, Köln, 1970.
- Die Besitzer einer Datscha. Notizen über die Sowjetgesellschaft. Deutschlandfunk, Köln 1970.

postum:
- mit Ursula Rumin: Freche Jungs und böse Buben. Jugendjahre am Rhein. Triga-der Verlag, Gründau-Rothenbergen 2010, ISBN 978-3-89774-764-7.